# Біднов Василь Олексійович
Васи́ль Олексі́йович Бідно́в (2 (14) січня 1874, Широке, нині Дніпропетровська область — 1 квітня 1935, Варшава) — український громадський і культурний діяч, професор, історик української церкви, член Української Центральної Ради. Був одним з професорів в Українській Господарській Академії в Подебрадах. Автор близько 70 наукових праць з історії Церкви, освіти в Україна та Запоріжжі. 
Відповідно до українського законодавства є борцем за незалежність України у XX столітті.

## Життєпис

### Широке, Херсон
Василь Олексійович Біднов народився 2 (14) січня 1874 року в родині заможних селян Олексія Прокоповича та Мотрони Йосипівни у містечку Широке Херсонської губернії (нині селище Дніпропетровської області).
Змалку Василя оточувала українська стихія, яка формувала його національну самосвідомість. Не випадково пізніше, коли Біднов уже був знаним автором, свої псевдоніми він запозичував із дитячої батьківщини — В. Широчанський, В. Степовий.
Початкову освіту Василь Біднов здобув в однорічній земській школі в Широкому. У 1885–1889 роках він навчався в Херсонському духовному училищі.

### Одеса, Миколаїв
Закінчивши училище, Біднов вступив до Одеської духовної семінарії. В Одесі він познайомився з відомими українськими громадськими діячами Михайлом Комаровим та Євгеном Чикаленком. Василь досить часто відвідував родину Чикаленка. За дорученням старших представників одеської громади Біднов поширював українські книги серед селян. Це була перша практична справа на користь української ідеї, перші кроки Біднова на шляху просвітянської діяльності.
У семінарії проявилися потяг Біднова до наук і надзвичайна працездатність. Однак навчання перервала тяжка хвороба: віспа ледь не позбавила юнака зору. Він одужав, але очі до кінця вилікувати так і не вдалося: наприкінці життя його зір знову погіршився.
Навесні 1896 року Біднов закінчив семінарію зі ступенем «студента». Упродовж двох років він працював учителем церковнопарафіяльної початкової школи та законоучителем п'яти земських шкіл Миколаєва. Водночас на добровільних засадах Біднов вів заняття у недільній школі для дорослих.

### Київ
У серпні 1898 року Біднов вступив до Київської духовної академії. Познайомившись з її випускниками Олександром Лотоцьким і Сергієм Липківським, він відразу влився до так званої «Семінарської громади».
Громада перебувала під значним впливом відомого українського громадського діяча Олександра Кониського. Біднов був особисто знайомий з ним. Це спілкування неабияк сприяло формуванню світогляду юнака. Завдяки Олександрові Яковичу Біднов став постійним дописувачем «Записок Наукового товариства імені Шевченка». Першою його публікацією у цьому виданні стала рецензія на історичний нарис православ'я, католицтва та унії в Білорусі та Литві з найдавнішого до нашого часу, написаний Г. Я. Кипріяновичем. На противагу іншим рецензентам Біднов охарактеризував книгу як тенденційну та компілятивну, висловив цілу низку критичних зауважень, указав на неповне використання бібліографії проблеми.
У спогадах про Кониського, опублікованих 1925 року в «Літературно-науковому віснику», Біднов високо оцінив значення Олександра Яковича в розвитку української ідеї, у вихованні національно свідомої молоді, зокрема його самого.
Поряд із громадською діяльністю Біднов напружено працював як науковець. Написаний ним кандидатський твір про становище православної церкви у Польщі та Литві був високо оцінений. У червні 1902 року Біднову надали ступінь кандидата з правом захисту магістерської дисертації без нового усного іспиту, лише з переробкою та доопрацюванням кандидатської роботи.
У Києві 13 квітня 1903 року Василь Біднов одружився з Любов'ю Євгенівною/Луківною Жигмайло, яка стала його вірним другом і соратником на довгі роки спільного життя.

### Астрахань
Після закінчення академії Біднова 2 серпня 1902 року призначили в Астраханську духовну семінарію викладачем історії та викриття розколу й сектантства. Астрахань Біднову не сподобалася: поганий клімат, неукраїнське оточення, нелюбимі предмети, які доводилося викладати.
У липні 1903 року Василь Олексійович домігся переведення на посаду помічника інспектора Катеринославської духовної семінарії, де мав викладати психологію, історію, філософію, гомілетику, німецьку та давньоєврейську мови, а з 28 квітня 1905 року — громадянську історію.
Астраханський період у науковому доробку Біднова залишив тільки дві книжки про місцеву духовну семінарію. За дорученням її керівництва він підготував також окрему промову для ювілейних урочистостей.

### Катеринослав
Справжня наукова праця, яка принесла Біднову визнання, почалася у Катеринославі.
Спочатку Василь Олексійович не мав змоги працювати науково — робота в семінарії поглинала весь час. До того ж на нього поклали майже всю інспекторську роботу та беззмінні чергування. Це примусило Біднова подати заяви митрополиту Київському, ректору Київської духовної академії та в Навчальний комітет із проханням перевести його на вакантне місце викладача грецької мови Київської духовної семінарії. Біднов попросив підтримати його клопотання одного зі своїх учителів в академії — професора Федора Титова. Той спробував допомогти, але вакансію вже було зайнято, тож Біднов залишився працювати в Катеринославі.

#### Праця у вченій архівній комісії
1903 року було створено Катеринославську вчену архівну комісію, яку фактично очолював Антін Синявський. Біднов став одним із перших і надзвичайно дійових її членів, співпрацюючи з відомими істориками Дмитром Яворницьким, Володимиром Даниловим, Дмитром Дорошенком, Яковом Новицьким, Володимиром Машуковим, Володимиром Пічетою та іншими.
5 грудня 1906 року Біднова обрали секретарем комісії. Він виконував ці обов'язки три роки (до 14 лютого 1909 року). В цей час комісія збагатила свою колекцію рукописів, стародруків, музейних експонатів, відбулося чимало її засідань, де зачитували й обговорювали реферати, наукові повідомлення.
Комісія видавала періодичний друкований орган — «Летопись ЕУАК». Там Біднов умістив близько 30 своїх праць, деякий час був редактором «Летописи». Комісії він передав частину своєї бібліотеки.

#### Дослідження історії запорозького козацтва
Поряд з іншими членами комісії Біднов розшукував і досліджував старі архівні збірки, розбирав та упорядковував їх, складав описи. Наслідком цих занять стала публікація багатьох нових документів, особливо з церковних архівів — Катеринославської духовної консисторії, Самарського Пустинно-Миколаївського монастиря. Завдяки цим матеріалам, як правило, доти невідомим, наукові розвідки вченого і сьогодні не втратили свого значення. Дмитро Дорошенко вважав Біднова «одним із найкращих архівістів щодо запорізької старовини».
Біднов написав низку статей з історії запорізького козацтва. Це біографічні нариси про Петра Калнишевського, Лазаря Глобу, Володимира Сокольського, Федора Фомича, Гната Каплуна, Якова та Івана Шиянів. Учений опублікував комплекс документів Січоного архіву, знайдених у Катеринославському губернському правлінні, та матеріалів про церковний устрій на Запоріжжі.
На засіданні архівної комісії 15 березня 1914 року дослідник прочитав доповідь «Декілька слів про запорожців, котрі втекли до Туреччини після скасування Січі 1775 року».
На підставі архівних матеріалів Біднов усебічно розкрив внутрішнє життя запорізького козацтва останніх десятиліть його існування, показав розвиток на Запоріжжі земельної власності, промислів, торгівлі — економічних відносин у цілому. Це дозволило вченому заперечити твердження про патріархальну примітивність і недорозвиненість суспільної організації, економічного і культурного життя запорізького козацтва.
Вивчаючи церковну історію Запоріжжя, Біднов подавав обширний матеріал про освіту, культуру та церковну організацію на Січі та після її зруйнування. Наталія Полонська-Василенко писала у спогадах: «Біднов інакше зрозумів історію Запоріжжя, ніж Яворницький; він відкинув серпанок романтизму і звернув увагу на економічні та соціальні взаємовідносини на Запоріжжі». Особливо цінною з цього погляду є його стаття «Запоріжський зимівник».

#### Праці з історії церкви
У Катеринославі Біднов здобув визнання і як серйозний історик церкви. Крім численних публікацій документів, йому належить фундаментальні описи історії Катеринославської духовної семінарії, Самарського Пустинно-Миколаївського монастиря, Катеринославської єпархії та її церковних діячів — єпископа Феодосія (Макаревського), протоієрея Карпа Павловського, архієпископа Никифора Феотокі, архієпископа Платона (Любавського), архієпископа Амвросія (Серебреннікова), архімандрита Якова Вечеркова, архієпископа Гавриїла (Розанова), архімандрита Макарія Глухарьова. Низку видань Біднов присвятив столітньому ювілеєві Катеринославської духовної семінарії.
На XIII Археологічному з'їзді, що відбувся 1905 року в Катеринославі, Біднов виступив із двома доповідями: «Про архів Самарського Пустинно-Миколаївського монастиря» та «Про архів Катеринославської духовної консисторії». На підставі цих доповідей з'їзд, визнавши, що дослідження архівів духовних консисторій має велике значення, звернувся до Синоду з проханням відкрити доступ до них для світських дослідників, а також порушив питання про необхідність прискорити реформу архівної справи в Росії.

#### Монографія «Православна церква в Польщі та Литві»
Найбільшою і найважливішою аналітичною працею Біднова, створеною в Катеринославі, була книга «Православна церква в Польщі та Литві» (1908), захищена як магістерська дисертація.
Монографію було опрацьовано на підставі курсового твору, написаного в Київській духовній академії під керівництвом історика церкви та літературознавця Миколи Петрова. Біднов не раз згадував, як багато допомагав йому професор порадами та книгами з власної бібліотеки. В одному з листів до нього Біднов писав: «Ваші поради, поради вченого, всебічно ознайомленого з предметом мого дослідження, принесли мені багато користі, а книги з Вашої бібліотеки рятували мене неодноразово у критичній ситуації. Тому я з сердечною вдячністю згадую Вас щоразу, як дивлюся на свою книгу».
Робота над твором йшла дуже важко. У Катеринославі майже не було необхідної літератури. Її доводилося щоразу позичати у знайомих, друзів, Миколи Петрова, шукати через букіністів. Це марнувало багато часу. Завершуючи у січні 1908 року підготовку книги до видання, Біднов зауважив, що чимало витратив на неї часу і сил, а результат його не задовольняє.
Автор дуже критично оцінював свою працю. В листі до Миколи Петрова він писав: «На жаль, відчуваю, що немає підстав тішити себе надіями, робота моя погана…», книга «вийшла не такою, як мені хотілося. Другу половину її друкував лише для того, щоб позбавитися врешті її — вимучила вона мене». Авторові дошкуляла також друкарня, яка то не мала латинського та польського шрифтів, то просто затягувала складання.
У листопаді 1908 року книгу було офіційно представлено Раді Київської духовної академії. «На ознаку безмежної поваги… і найглибшої вдячності» перший примірник монографії отримав учитель і керівник автора Микола Петров.
У своєму фундаментальному дослідженні Біднов поставив завдання з'ясувати юридичний статус православної церкви у польсько-литовській державі упродовж чотирьох століть. Він виділив п'ять основних періодів історії православної церкви в Україні вказаної доби:
- із середини XIV століття до 1587 року;
- королювання Сигізмунда III (1587–1632 роки);
- 1632–1686 роки;
- 1686–1787 роки;
- після 1787 року.

Біднов ретельно проаналізував державну документацію та законодавство польсько-литовської доби щодо православ'я на тлі урядової політики щодо католицтва, протестантизму та інших релігійних конфесій, а також у зв'язку із загальним політичним і суспільним розвитком держави, її зовнішніх стосунків тощо. Вчений залучив до аналізу не лише «Volumina Legum», а й попередні акти, різноманітні привілеї, документи провінційних сеймиків, інші актові матеріали, які так чи інакше відбивали церковне життя.
Книга обсягом 512 сторінок була подана до захисту восени 1908 року. Рецензентами були професори Федір Титов і Володимир Завітневич. 20 лютого 1909 року Рада Київської духовної академії, заслухавши позитивні відгуки рецензентів, призначила захист на 12 березня 1909 року. Біднов дізнався про це відразу з телеграми Миколи Петрова і почав підготовку до прилюдної дискусії. Захист пройшов успішно. Біднову присудили ступінь магістра богослов'я. Рішення затвердили митрополит Флавіан та Синод, і у червні 1909 року Біднов отримав магістерський диплом.
Рецензії на книгу, що з'явилися пізніше у наукових виданнях, відзначали велику ерудицію і ретельність автора, фактологічну доказовість його концепції та значну наукову цінність праці. Історик церкви Костянтин Харлампович, який рецензував книгу за дорученням Навчального комітету, визнав її вартою повної Макаріївської премії.
Надалі Біднов більше не звертався до розробки даної тематики. Проте його книга і сьогодні залишається класичним фундаментальним дослідженням проблеми. 2003 року її перевидали в Мінську.
Ще під час підготовки монографії до друку вчений зауважив: «Хочеться пошвидше звільнитися від твору, бо у мене вже намічені роботи з місцевої історії… Катеринославські архіви тягнуть мене до себе, і я мрію про той час, коли вільно зможу віддатися їм». Надалі вся наукова діяльність Біднова на терені церковної історії базувалася виключно на місцевих архівних матеріалах, згодом утрачених. У цьому, з одного боку, безперечна цінність його праць, але це й зумовлювало їхню деяку тематичну вузькість.
Науковий авторитет Біднова неухильно зростав. Про це свідчило обрання його дійсним членом Церковно-історичного і археологічного товариства при Київській духовній академії, почесним членом Музею імені Поля у Катеринославі, членом Українського наукового товариства у Києві, членом Полтавського церковного історико-археологічного комітету. 1911 року за дорученням катеринославського єпископа Біднов створив місцевий єпархіальний церковно-археологічний комітет.

#### Праця в «Просвіті»
Від самого початку перебування у Катеринославі Біднов став членом місцевої «Просвіти» і активно працював у ній разом із дружиною. Тоді її членами були відомі в майбутньому громадські та політичні діячі, науковці — Дмитро Дорошенко, Наталія Дорошенко, Дмитро Яворницький, Антін Синявський, Сергій Липківський, Микола Биков, Іван Труба, Микола Богуславський та інші. Короткий час Василь Біднов був писарем, членом ради і головою «Просвіти». Її члени спромоглися навіть почати видання першої у Катеринославі україномовної газети «Добра порада» і створити «Селянську спілку». Однак після чотирьох номерів газета була закрита, а спілка згодом ліквідована. Але це не зупинило просвітян. 1910 року Василь Біднов і Дмитро Дорошенко стали видавати змістовний тижневик «Дніпрові хвилі», в якому Біднов публікував статті про Тараса Шевченка, Івана Котляревського, Михайла Комарова, Григорія Залюбовського.
Біднов репрезентував катеринославську «Просвіту» і на всеукраїнських форумах. Так, у червні 1905 року він був відряджений на з'їзд до Полтави. Тут Василь Біднов познайомився з Борисом Грінченком, Володимиром Шеметом, Сергієм Шелухиним. Із Борисом Грінченком, як головою видавничого комітету київської «Просвіти», Біднов і надалі підтримував постійні зв'язки. Під його керівництвом «гурт молоді» у Катеринославі писав і надсилав Грінченкові популярні книжки про Запорізьку Січ, Павла Полуботка, історію освіти, української літератури і мови. Біднов добився також від ради катеринославської «Просвіти» виділення певних коштів на київські видання. Пізніше вчений листувався з дружиною Грінченка у справах просвітянських видань та їх передруку в Катеринославі.
Участь Біднова у просвітянському русі викликала незадоволення єпархіальної влади. Архієпископ і ректор семінарії наполягали на тому, щоб він залишив громадську діяльність. Дмитро Дорошенко зазначав у спогадах, що Біднову довелося скоритися, щоб не «розпрощатися із службою в Україні або й взагалі з педагогічною діяльністю». Тоді він увесь поринув у науку, мріючи отримати професорську посаду в одному з університетів, аби звільнитися від духовної опіки. Однак, як писав Дорошенко, Біднов із великими труднощами уривав час для архівних занять, бо був обтяжений родиною і змушений, крім семінарії, паралельно, викладати громадянську історію у жіночій та чоловічій приватних гімназіях, виконував обов'язки члена єпархіальної училищної ради.
З пожвавленням національного руху (1909 рік) Біднов знову поринув у громадську діяльність, зокрема Товариства українських поступовців. Поряд із ним працювала дружина, талановита письменниця, яка часто публікувала свої оповідання та статті у місцевій пресі під дошлюбним прізвищем.
У сім'ї Біднових Любов Жигмайло була своєрідним каталізатором національної ідеї і в цьому плані активно впливала на чоловіка. Українство Василя Біднова значною мірою зміцнювалося і розвивалося саме завдяки цьому.

#### У пошуках місця в академії
Життя в Катеринославі не передбачало значної наукової кар'єри. Тож Біднов пробує знайти місце в якомусь з університетських міст. Про нього не забули і його вчителі з Київської духовної академії — професори Микола Петров, Федір Титов, Володимир Завітневич.
Ще в лютому 1908 року Микола Петров запропонував кандидатуру Біднова на заміщення кафедри церковної археології та літургіки Київської духовної академії. Ця пропозиція влаштовувала вченого, але він через природну скромність довго вагався, сумніваючись у своїх силах. У листі до вчителя Біднов писав: «Обидві ці науки мені до вподоби. Але ж потрібно, щоб я виправдав Вашу довіру і явився вповні відповідним і достойним пропонованій Вами честі. Потрібно, щоб мій твір  виявився видатною за своєю науковою гідністю працею… Тому дозвольте просити Вас не називати мого імені як кандидата на кафедру, поки не завершу свій твір і не побачу плоди праці моєї. На випадок невдачі я Вас поставлю у незручне положення, а це для мене, який щиро поважає Вас, зовсім небажано».
Коли книга була видрукувана і дисертація успішно захищена, посада вже була зайнята. Однак у Катеринославі стало відомо про можливе переведення Біднова до Києва. У семінарії довкола цього почалися розмови та пересуди. Вчений повідомляв Миколу Петрова, що його «передчасно стали виживати з Катеринослава».
1911 року в Київській духовній академії звільнилася кафедра російської громадянської історії. Федір Титов запропонував Біднову балотуватися як кандидат. Учений дав згоду, хоч і зауважував, що для нього прийнятнішою була би кафедра західноруської церкви. Біднов знову вагався, чи відповідає він як вчений цій посаді. Він писав до Титова: «Одного боюся — адже мною нічого не зроблено для науки, хоч часу і праці покладено багато». Біднов зауважив, що працював тільки в місцевих архівах Астрахані та Катеринославської губернії, не зміг добратися навіть до архіву Синоду в Петербурзі. Всі публікації здійснено в місцевих виданнях і жодної — у солідних журналах чи центральних наукових виданнях (окрім праць XIII Археологічного з'їзду). «Ось до чого зводиться уся моя діяльність. Надто мало зроблено мною! Бажання працювати є, і навіть немале, але Катеринослав не має умов, які б сприяли науковим студіям, тому і результати нікчемні…» — писав Біднов Титову.
Усе ж Біднов, зваживши на наполягання Титова, надіслав документи на конкурс. Однак спочатку зникли документи. Їх розшукали тільки перед самими виборами. Більшістю голосів Рада академії обрала Біднова доцентом кафедри російської громадянської історії. Далі документи відправили на затвердження до Синоду. У серпні 1911 року Біднов намагався прояснити свою долю у Синоді через однокурсника по академії. З'ясувалося, що справа залишається невирішеною. Біднов просив Федора Титова написати з цього приводу владикам Антонію та Стефану, але й це не допомогло. Синод не затвердив вибори Біднова.
Як розповів у спогадах Олександр Лотоцький, професор Степан Голубєв, затятий противник українства, надіслав до Синоду заяву про «неблагонадійність» Біднова і на доказ цього — написаний Василем Олексійовичем лист українською мовою. Лист не містив нічого «крамольного», «злочином» була його мова.
Одночасно з балотуванням у Київську духовну академію Біднова обрали приват-доцентом церковної історії історико-філологічного факультету Харківського університету. Йому запропонували, живучи у Катеринославі, щотижня приїздити для читання лекцій. Однак церковна влада заборонила таке сумісництво. Покинути семінарію і повністю переїхати до Харкова через малу платню та необхідність утримувати родину Біднов не міг. Більше того, матеріальна скрута спонукала вченого брати на себе все нові й нові обов'язки напівтехнічного характеру. Так, за дорученням Андрія Ніковського на початку 1917 року Біднов редагував і тримав коректуру часопису «Степ». У листі до Ніковського від 29 січня 1917 року Біднов зауважив, що «дуже обтяжений службовою роботою і тому не може віддатися праці так, як гадав».

#### Останні роки в Катеринославі
У Катеринославі Біднов продовжував наукову та викладацьку діяльність аж до революції. Учений брав участь у численних мітингах, з'їздах, засіданнях, зібраннях, редагував «Вісник товариства „Просвіта“» та український відділ газети «Наше життя», очолив новостворене педагогічне товариство, керував українськими педагогічними курсами при Катеринославському повітовому земстві, читав лекції з історії України на курсах українознавства у Катеринославі, Олександрівську (нині Запоріжжя), Бердянську, Маріуполі, Луганську.
Біднов також редагував і видав цілу низку популярних книжок (зокрема, власних) з історії України. Як і раніше, важливою галуззю його наукових інтересів була історія козаччини. З'являються статті про Задунайську Січ, запорізьких старшин. Одночасно Біднов не полишав розробку історії церкви, зокрема реконструював список місцевих ієрархів із біографічними довідками.

### Кам'янець-Подільський
Улітку 1918 року в Катеринославі було створено приватний російський університет. Його ректор — відомий історик професор Матвій Любавський — запрошував Біднова викладати там історію України і навіть українською мовою. Тоді ж ученого запросили на посаду екстраординарного професора історії української церкви історико-філологічного факультету Українського державного університету у Кам'янці-Подільському. Біднов прийняв це запрошення. У жовтні 1918 року він переїхав до Кам'янця-Подільського разом із сином Арсеном. Дружина залишилася в Катеринославі. Більше вони вже не побачилися.
У січні 1919 року в університеті було засновано богословський факультет. Його деканом обрали Біднова. Крім історії церкви, він читав також загальний курс історії України на правничому та сільськогосподарському факультетах. Складна політична ситуація, переїзд, брак літератури та архівів позбавили вченого можливості наукових занять. У Кам'янці-Подільському він написав і видав тільки короткий історіографічний огляд літератури з українознавства. Цю книгу перевидали в Катеринославі, з яким Біднов не поривав зв'язку. Там же 1919 року вийшов і топографічний опис дніпровських порогів.
У Кам'янці-Подільському Біднов увійшов до комісії з перекладу Біблії українською мовою, заснованої при Міністерстві сповідань, а далі переміщеної до університету під керівництво декана богословського факультету, тобто самого Біднова. Комісія встигла здійснити значну роботу. Засадничими принципами перекладу були найоптимальніша його близькість до грецького оригіналу та вживання живої української мови. У п'ятому томі «Записок Кам'янець-Подільського університету» мав з'явитися переклад Діянь Святих Апостолів. Однак том не вийшов: його незброшуровані аркуші згоріли після захоплення більшовицькими військами Кам'янця у листопаді 1920 року. Біднову вдалося врятувати тільки два набірні примірники.
Одночасно вчений брав активну участь у громадському і культурному житті. Його обрали головою Українського педагогічного товариства і головою Кирило-Мефодіївського братства. Як член кам'янець-подільської філії Українського національного союзу та Кам'янецької громади партії соціалістів-федералістів Біднов поринув також у політичну боротьбу. 3 липня 1920 року РНМ УНР ухвалила призначення професора Біднова та приват-доцента Є. Сіцінського членами Ради міністерства ісповідань.
Активна політична позиція Біднова спричинилася до того, що коли Кам'янець зайняли більшовики, його разом із групою українських інтелігентів заарештували. Як згадував учений, коли більшовики знову залишали місто, вони хотіли розстріляти в'язнів, але через нищівну атаку української батареї не встигли цього зробити.

### В еміграції
У листопаді 1920 року, напередодні остаточного захоплення Кам'янця-Подільського більшовиками, батько й син Біднови разом із частинами української армії покинули місто. На території Польщі українську армію було інтерновано. До таборів потрапили й обидва Біднови.
В листопаді 1922 Василь Олексійович отримав візу до Чехословаччини і одразу ж виїхав до Праги, а 7 грудня професор В. Біднов вже читав вступну лекцію в Українському вільному університеті (УВУ) (Прага). З 1922 по 1928 роки був професором в Українській Господарській Академії в Подебрадах. У 1928 Василь Біднов був запрошений до Варшави, де обійняв посаду професора історії Церкви та літургіки на Студіумі православного богослов'я Варшавського університету. Перша лекція була присвячена церковній історіографії. Загалом пропрацював тут шість років до самої смерті.
Помер Василь Олексійович Біднов 1 квітня 1935 року від тяжкої недуги у шпиталі Св. Роха у Варшаві. Похований на православному цвинтарі, що на вулиці Вольській у Варшаві.
У незалежній Україні окремих видань творів Василя Біднова не виходило. 2021 року видано збірник спогадів про вченого «Праведна душа. Василь Біднов у спогадах сучасників».

## З творчого доробку
- Українська культура: лекції за редакцією Дмитра Антоновича / упор. С. В. Ульяновська; вст. ст. І. М. Дзюби; перед. сл. М. Антоновича. — Київ : Либідь, 1993. — С. 197—221. — (Пам'ятки історичної думки України) — ISBN 5-325-00075-6.
- Січовий архимандрит Володимир Сокальський в народній памяти та освітленні історичних джерел // Записки Наукового товариства імені Шевченка. — 1927. — Т. 147. — С. 81—120.
- З історії грошових знаків на Україні // Записки української господарської академії в Чехословацькій республіці. — Подєбради : Українська Господарська Академія, 1927. — Т. 1. — 420 с.
- Православная Церковь в Польше и Литве. — Минск : Лучи Софии, 2002. — 432 с. (рос.)
- Що читати по історії України: (коротенька історіографія України): з викладів на учител. курсах українознавства. — Катеринослав : Вид-ня Союзу Спожив. Товариств, 1920. — 47 с.
- Січовий архимандрит Володимир Сокальський в народній пам'яті та освітленні історичних джерел. — (Б. м.) : (б. в), 19??. — 22 с.
- Олександер Лазаревський: (з нагоди 25-тої річниці його смерти). — (Б. м.) : (б. в), 19??. — 14 с.
- К. В. Харлампович (1870—1932). — Варшава : Друк. Синодальна, 1933. — 16 с.
- Досліджения церковної історії в православних країнах. — Кремінець : Накладом авт, 1931. — 20 с.
- Дзвони: Короткі іст. відомости. — Варшава : Друк. Синодальна, 1931. — 22 с.
- Спогади / Василь Олексійович Біднов; упоряд. і автор передм. Микола П. Чабан. — Дніпро : Ліра, 2023. — 127 с. — (Постаті Просвіти)

## Вшанування пам'яті
- У містах Дніпрі, Києві та Кривому Розі названо вулиці на пошану Василя Біднова.